# Hemman

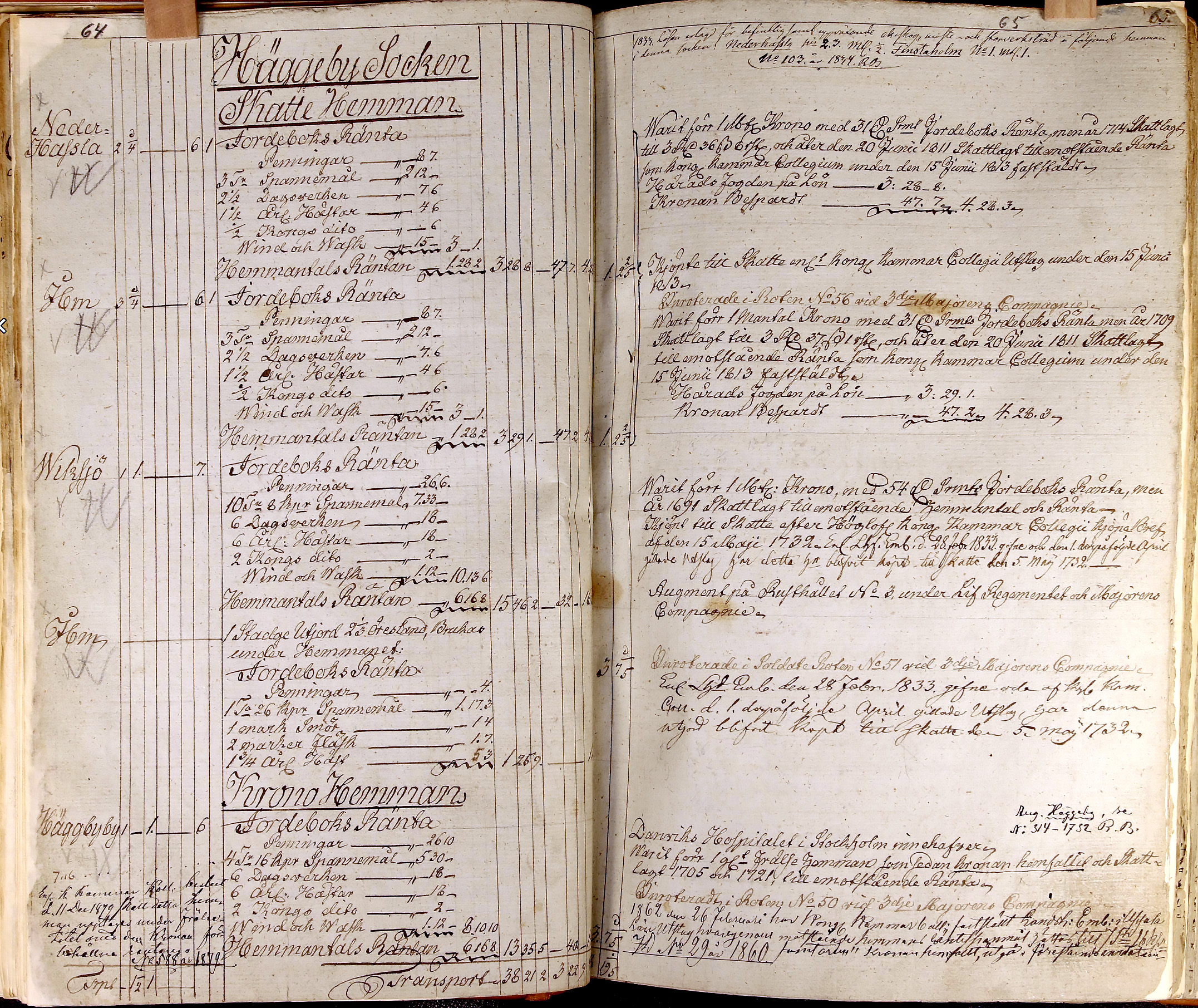
Jordeboken 1825 för Uppsala län. Uppslaget visar inledningen på Häggeby socken, först redovisas skattehemmanen. Överst hemmanet Neder-Hassla nr 2 om 1/4 mantal, sedan följer Neder-Hassla nr 3 om 1/4 mantal, Wiksjö nr 1 om 1 mantal, etcetera. För varje hemman redovisas hur mycket skatt de skulle betala årligen. På högersidan finns diverse upplysningar och förklaringar. Bild från ArkivDigital.

Hemman är en tidigare svensk kameral[förklaring behövs] term för en jordbruksfastighet, vanligtvis en bondgård, av viss storlek. Med tiden började ordet också att användas i allmänspråket i betydelsen 'bondgård'. Den som ägde en bondgård kunde kalla sig hemmansägare.
Hemmanen var den bärande delen i det skattesystem som fanns i Sverige fram till 1900-talets början och som vilade på de så kallade grundskatterna. Dessa betalades årligen av bönder och andra innehavare av jordbruksfastigheter enligt bestämda belopp, fastställda för varje hemman och redovisade i kronans jordböcker. 
Varje hemman var från 1600-talet och framåt åsatt ett värde räknat i mantal, som i grova drag angav dess förmåga att ge avkastning: att bära sin skatt och försörja familjen som brukade hemmanet. Ursprungligen motsvarade en normalstor bondgård ett hemman om 1 mantal.
De flesta hemman låg i en by tillsammans med andra hemman. Med hjälp av mantalsvärdet var det möjligt att räkna ut hemmanets andel i den samfällighet som byn utgjorde. Om hemmanet var 1/4 mantal och hela byn omfattade 2 mantal, var hemmanets andel i byn 1/8. Varje hemman identifierades med byns namn och ett nummer, exempelvis Viksjö nr 1.
Torp och andra mindre jordbruksfastigheter var inte åsatta något mantalsvärde och räknades följaktligen inte som hemman.

## Historik
Under medeltiden förekom ordet hemman enbart i betydelsen 'hem, boning', aldrig i lagarna och endast i enstaka fall i urkunderna i betydelsen 'gård'. Men från 1500-talet första hälft, den tid noggrannare jordeböcker och räkenskaper började upprättas, påträffas ordet allt oftare i betydelsen 'gård', särskilt i instruktionerna till fogdarna. Från att ha avsett själva bostaden (boplatsen) övergick ordet hemman, på samma sätt som orden by, bol och gård hade gjort, till att bli ett uttryck som också inbegrep den mark som hörde bostaden (åkrar, ängar, skog, fiskevatten, etc).

## Olika typer av hemman
Det fanns en lång rad termer för olika typer av hemman: kronohemman, ödehemman, akademihemman, fjärdedelshemman, etcetera. De syftar på egenskaper som hemmanet hade, antingen för kortare tid (som ödehemman) eller för längre tid (som kronohemman). 
För att bringa lite reda kan beteckningarna grupperas efter
- vem som ägde (fick äga) hemmanet,
- förmågan att betala skatt,
- till vad hemmanets skatt användes,
- storleken på hemmanet samt
- kamerala aspekter.[3]

Väl att märka: beteckningarna är kamerala termer som ändrade innebörd allt eftersom skattesystemet justerades. Frälsehemman på 1600-talet är inte exakt detsamma som frälsehemman på 1800-talet, eftersom regelverket hade ändrats under tiden.

### Jordägandet
Man skilde mellan skattehemman, kronohemman och frälsehemman. Ett skattehemman ägdes vanligtvis av bonden som brukade gården, ett kronohemman av kronan (staten) och ett frälsehemman av en adelsman. 
En speciell typ av frälsehemman var rå- och rörshemman. Dessa låg nära adelsmannens sätesgård (säteri) (hans egen gård), ofta i samma by, och åtnjöt samma friheter som säteriet.

### Betalningsförmågan
Hit kan räknas exempelvis ödeshemman och förmedlat hemman. Ett ödeshemman låg mer eller mindre obrukat, det kunde sakna innehavare och brukas av någon annan bonde eller ligga helt och hållet obrukat (för fäfot). I båda fallen påverkades möjligheten att till fullo driva in den skatt som hemmanet förväntades inbringa. Ett förmedlat hemman var ett hemman som hade fått sitt mantalsvärde nedskrivet eftersom det inte kunde bära den skatt det ursprungligen var åsatt. 

### Ändamålet
Den uppburna skatten kunde användas till många olika ändamål, vilket avspeglas i benämningar som akademihemman, augmentshemman, barnhushemman, hospitalshemman, lotshemman och rusthållshemman. Skatten från ett akademihemman gick till att finansiera något närbeläget universitet, medan skatten från ett augmentshemman användes som understöd åt ett rusthållshemman som var för litet för att på egen hand bekosta en kavallerist med häst och utrustning. Skatten från ett barnhushemman gick till något barnhus och från ett hospitalshemman till ett hospital (sjukhus). På ett lotshemman var bonden skyldig att tjänstgöra som lots och erhöll för besväret vissa skattelättnader. 
Systemet att anslå en specifik skatteintäkt till ett bestämt ändamål, det så kallade indelningsverket, kan verka komplicerat och tungrott, men i en tid när skatter ofta betalades in natura, med livsmedel och andra varor, var det viktigt att dessa kom till användning innan de förfors.

### Storleken
Det fanns exempelvis fjärdingshemman, fullgärdshemman, åttondelshemman, ord som beskrev hemmanen efter deras skattekraft. Ett åttondelshemman var 1/8 mantal, ett fjärdingshemman 1/4 mantal, medan ett fullgärdshemman var 1 mantal (det skulle betala full gärd = full skatt).

### Kamerala aspekter
Till denna grupp kan räknas beteckningar som jordebokshemman, enstaka hemman och stomhemman. Ett jordebokshemman var ett hemman så som det definierades i jordeboken. Ursprungligen hade jordebokshemmanet utgjort en bondgård, en skild brukningsenhet som innehades av en familj, men med tiden hade många jordebokshemman delats så att de på 1700- och 1800-talet bestod av flera brukningsenheter och försörjde flera familjer. Ett enstaka hemman var ett hemman som hade all mark inom egna, fastställda gränser och i jordeboken utgjorde en by. Detta till skillnad från flertalet hemman, som istället tillsammans med andra hemman bildade en by och gemensamt ägde merparten av byns mark. Ett stomhemman är den ursprungliga delen av jordebokshemmanet, den del som andra brukningsdelar har avsöndrats ifrån.